# Morti nel 652
| Questa pagina contiene informazioni ricavate automaticamente dalle voci biografiche con l'ausilio del template Bio e di un bot. L'aggiornamento è periodico e automatico e ricostruisce completamente la pagina. Se manca una persona in questa lista, sei pregato di non aggiungerla, ma accertati piuttosto che la sua voce biografica contenga il template Bio e che i dati anagrafici siano correttamente compilati. Se il template Bio manca, inseriscilo tu stesso o, in alternativa, metti l'avviso {{tmp\|Bio}} che ne segnala la mancanza. Se i dati riportati sono sbagliati, correggi direttamente la voce biografica; le modifiche saranno visibili in questa lista entro pochi giorni. Per chiarimenti vedi il progetto biografie. La lista contiene solo le 8 persone che sono citate nell'enciclopedia e per le quali è stato implementato correttamente il template Bio. Pagina aggiornata al 10 feb 2025. |

- Abu l-Darda, arabo (n. 580)
- Adalberto I d'Ostrevent, santo e funzionario franco
- Emmerano di Ratisbona, vescovo e monaco cristiano tedesco
- Olimpio, politico bizantino
- Rotari, re longobardo (n. 606)
- Abū Dharr al-Ghifārī, arabo
- ʿAbd Allāh ibn Masʿūd
- ʿAbd al-Rahmān ibn ʿAwf (n. 579)